# 尹崇高
尹崇高（14世紀—15世紀），江西吉安府泰和縣塘西人，明朝政治人物。

## 生平
尹崇高是永樂九年（1411年）辛卯科江西鄉試舉人，十三年（1418年）乙未科進士。授監察御史，巡按浙江等地風聲赫然，貪暴絕跡，宣德六年（1431年）被行在都察院指責巡按廣西時私自留下瑤族、僮族男女六人等罪，謫寧國府推官，在任寧國府時判案精敏，讓吏民畏服，修葺學校教化士子，後來坐宣州衛均田事被罷官，府民都稱他冤枉。

## 引用
1. 1 2  光緒《泰和縣志·卷十六·列傳》：尹崇高，塘西人，登永樂十三年第，為南京監察御史，風聲赫然，按浙江等處貪暴絕跡，後以事謫寧國推官。 宏治志
2. ↑  光緒《泰和縣志·卷十二·選舉》：永樂九年 辛卯 鄉試……尹崇高 塘西人，進士……永樂十三年 乙未 陳循榜……尹崇高 擢御史，寧國府推官，有傳。《通志》崇作宗悞
3. ↑  《明宣宗章皇帝實錄·卷七十九》：（宣德六年五月丙寅）行在都察院言監察御史尹崇高巡按廣西，獲猺獞男女六人悉留私家，及他不法事律應徒當如例罰。
4. ↑  《明宣宗章皇帝實錄·卷八十二》：（宣德六年八月癸丑）以姦利事黜監察御史尹崇高為寧國府推官。
5. ↑  嘉慶《寧國府志·卷五·職官表 附名宦》：尹崇高，泰和人，宣德中由御史謫寧國推官，論讞精敏，吏民畏服，修葺學校有功士類，後以均田坐宣州衛誣去，人聲其枉。 同上（乾隆府志）